# Nicholas de Lenfent
Nicholas de Lenfent är en fiktiv figur i Vampyrkrönikan.
Nicholas de Lenfent har alltid varit bästa vän med Lestat sedan de var små. Sedan flyttade han för att studera. Musiken var hans allt men hans far förbjöd honom att spela. Efter en längre tid kommer han tillbaka till byn och träffar Lestat. Båda följer sina drömmar och reser till Paris. Efter länge får han reda på Lestat och Gabrielles hemlighet. Lestat förvandlar honom i hopp om att kunna få vara med honom. Det går mycket illa. Nicholas förvandlas till en zombie. Det enda han har är sin fiol. Lestat lämnar honom. Efter några år får Lestat ett brev från Theater de Vampire. Nicholas har fått sina händer avskurna och hoppat in i elden och dött.